# Tamburi del Vesuvio
I Tamburi del Vesuvio sono un gruppo di musica world music/folk napoletano fondato da Nando Citarella nel 1994.
Nando Citarella viene da un'esperienza di influenze di suoni di Djembe africani o di Masar e Bendir nordafricani e su queste esperienze ha fondato il suo gruppo che produce musica molto vivace.

## Formazione
Musicisti:
- Nando Citarella, voce solista, chitarra battente, percussioni, sruti box, tammorre, organetto
- Gabriella Aiello, voce solista, castagnette, tammorra
- Carlo Cossu, violino, lira calabrese, bouzouki, canto armonico, didgeridoo
- Riccardo Medile, chitarra, chitarra portoghese, oud
- Lorenzo Gabriele, flauto, flauto basso, ottavino, flauto dolce, tin whistle
- Gabriele Gagliarini, cajón, darabouka, riqq, duff, djembe, tammorra
- Valerio Perla, congas, batá, cajón, percussioni

Danzatori:
- Natalie Leclerc
- Valentina Mahira (danze orientali)
- Stefano Fraschetti
- Cristina Benitez (danza flamenca)
- Lavinia Mancusi

Tecnico del suono:
- Paolo De Stefanis

## Collaborazioni
I Tamburi del Vesuvio si avvalgono di 4 danzatori.
I Tamburi del Vesuvio hanno collaborato con:
- Enzo Gragnaniello,
- Maria Rosaria Omaggio,
- Daniele Sepe,
- Riccardo Tesi,
- Quartetto vocale Tarè, ecc.

## Partecipazioni
- World music festival di Bologna, 1998.
- Palermo di Scena, 1998.
- Progetto Multirifrazione, 1999.
- Interethnos, 1999.
- ORFF Konzerthause, Vienna, 1999.
- Bicentenario della Rivoluzione di Napoli 1789-1999.
- Perdonanza Celestiniana, L'Aquila, 2000.
- Carneval de Valladolid (Spagna), 2001.
- Festival del Mediterraneo di Ragusa, 2001.
- World Music Festival di Firenze, 2002.
- Spoleto Folk Festival, 2002.
- World Music Festival di Krems Am Donau, 2002.
- MusiCattiva Roma La Palma, 2000-2002.
- Ethnos Cagliari, 1999.
- Percjussionando, Perugia, 2001.
- Mundud Festival Rubiera, 2000.

## Album
- 1994 – Voce 'e mare, Sony musicThMac Lynsei
- 1998 – Terra 'e Motus, Finisterre
- 1998 – Mare nostrum, Avvenimenti
- 1999  – Finisterre, World Music
- 1999 – Vesuvio (con Tammurriata di Scafati), Ponte sonoro
- 2002 – Vaffaticà, Alfa Music
- 2002 – Tribù Italiche, Campania, World Music
- 2004 – 10 & 25 'Afacciamiasottoipiedivostri, Il Manifesto
- 2009 – 10 & 25 BIS', Nandus Vesuvianus Prod.
- 2011 – Magna Mater, Alfa Music